# Sextil
Sextil (em latim: Sextilis) era o oitavo mês no calendário juliano em Roma, o calendário usado atualmente na maior parte dos países do ocidente. Hoje o chamamos de Agosto.

## História
Sextil costumava ser o sexto mês do calendário romano antes das modificações introduzidas em 46 d.C. pelo calendário juliano, onde os meses de Janeiro e Fevereiro, que eram os últimos do ano, passaram a ser os primeiros, jogando o mês Sextil duas posições para frente.
O senado havia homenageado o general assassinado Júlio César dando seu nome ao mês Quintil, tornando-se Julho. O imperador Augusto (r. 27 a.C.–14 d.C.), no ano 8 também foi homenageado e, dessa maneira, o mês chamado Sextil foi mudado para Agosto. É dito com frequência que o mês possui 31 dias porque César Augusto queria o mesmo número de dias do seu antecessor, porém Sextil, de fato já tinha 31 dias desde a reforma feita por Júlio César.